# Jorge Franco Alviz
Jorge Franco Alviz, meglio noto come Burgui (Burguillos del Cerro, 29 ottobre 1993), è un ex calciatore spagnolo, di ruolo attaccante.

## Caratteristiche tecniche
È un'ala sinistra.